# Йосипівка (Брусилівська селищна громада)
Йосипі́вка (до 1946 року — Юзефівка) — село в Україні, у Брусилівській селищній територіальній громаді Житомирського району Житомирської області. Населення становить 241 осіб (2001).

## Географія
Розташоване за 10 км на північний захід від центру громади, вздовж автошляху Київ — Чоп.
Площа населеного пункту — 113,9 га.
Селом протікає річка Фоса, права притока Небелиці.

## Населення

### Мова
Розподіл населення за рідною мовою за даними перепису 2001 року:
| Мова            | Кількість | Відсоток |
| --------------- | --------- | -------- |
| українська      | 234       | 97.10 %  |
| російська       | 6         | 2.49 %   |
| інші/не вказали | 1         | 0.41 %   |
| Усього          | 241       | 100 %    |

## Історія
Вперше згадується з 1763 року, коли тут почала селитися польська шляхта. Пан Йосиф Дев'ятковський володів селом, а тому воно і було назване його іменем.
Уродженкою Йосипівки є Герой Соціалістичної праці M. І. Стахівська, тут народився кавалер двох орденів Леніна Петрівський E.І. та Михайлівська З. Й., яка нагороджена орденом Леніна та відомий шофер Франц Броніславович Ободзінський.
У 1923—54 роках — адміністративний центр Йосипівської сільської ради Брусилівського району.
12 червня 2020 року, відповідно до розпорядження Кабінету Міністрів України № 711-р «Про визначення адміністративних центрів та затвердження територій територіальних громад Житомирської області», територію та населені пункти Ставищенської сільської ради включено до складу Брусилівської селищної територіальної громади Житомирського району Житомирської області.